# 게오르기 코뉴스

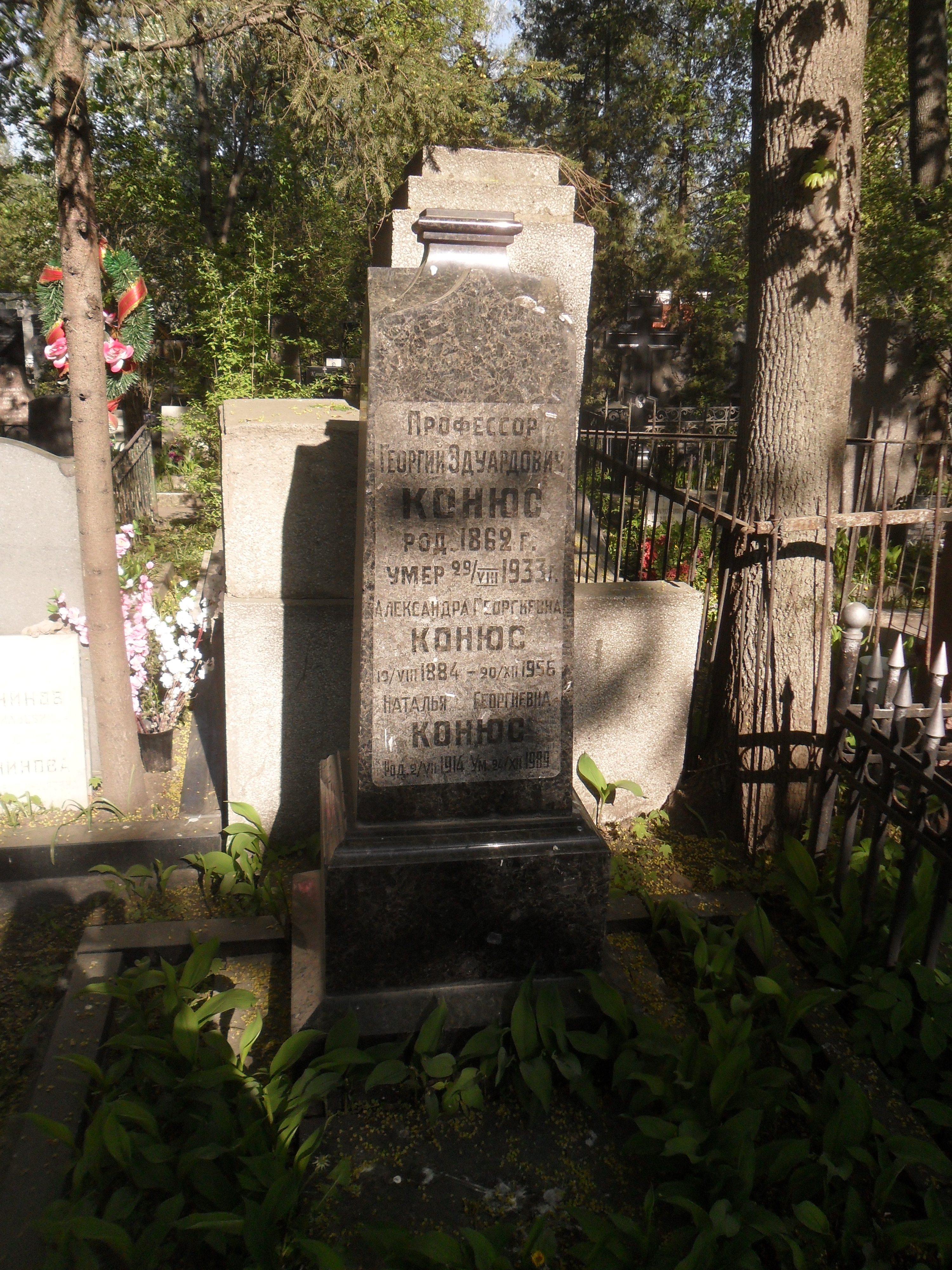

게오르기 예두아르도비치 코뉴스(러시아어: Георгий Эдуардович Конюс, 1862년 9월 30일 ~ 1933년 8월 29일)는 러시아의 작곡가이다. 그는 알렉산드르 스크랴빈과 라인홀트 글리에르의 스승이었다. 발레곡, 칸타타, 교향시 등을 작곡했다.